# Phan Khắc Hoàng
Phan Khắc Hoàng (* 5. Dezember 1996) ist ein vietnamesischer Hürdenläufer, der sich auf die 400-Meter-Distanz spezialisiert.

## Sportliche Laufbahn
Erste Erfahrungen bei internationalen Wettbewerben sammelte Phan Khắc Hoàng bei den Südostasienmeisterschaften 2017 in Kuala Lumpur, bei denen er im Hürdenlauf in 52,30 s den vierten Platz belegte und mit der vietnamesischen 4-mal-400-Meter-Staffel in 3:07,40 min die Silbermedaille gewann. Im Jahr darauf nahm er erstmals an den Asienspielen in Jakarta teil und schied dort mit 53,47 s im Halbfinale aus, während er mit der gemischten Staffel in 3:23,59 min auf dem fünften Platz einlief. 2019 erreichte er bei den Südostasienspielen in Capas in 52,30 s Rang fünf.
2017 wurde Phan Vietnamesischer Meister im 400-Meter-Hürdenlauf sowie 2019 in der 4-mal-400-Meter-Staffel und in der gemischten Staffel.

## Persönliche Bestleistungen
- 400 Meter: 47,75 s, 16. September 2019 in der Ho-Chi-Minh-Stadt
- 400 m Hürden: 51,20 s, 17. September in der Ho-Chi-Minh-Stadt